# Pallacanestro Bernocchi
El Gruppo Sportivo Bernocchi Legnano, también conocido como Bernocchi Legnano por motivos de patrocinio, fue un club de baloncesto femenino de la ciudad de Legnano, Lombardía. Fundado en 1945 por Antonio Bernocchi, es el club de baloncesto mujer más laureado de Italia en el momento y uno de los más prestigiosos de Europa en los años 50. 

## Patrocinadores
El club ha tenido el nombre de Bernocchi porque fue fundado y financiado por la empresa de moda Bernocchi.

## Historia
El Bernocchi Sports Group, que tomó su nombre de Cotonificio Bernocchi, una empresa textil de Legnano activa entre 1868 y 1971, se fundó en Legnano en 1945. Tenía su base en Corso Garibaldi 42.
En el campeonato de la División Nacional italiano 1945-1946 (equipo de baloncesto femenino), después de pasar las calificaciones regionales primero en el grupo Lombard de la División Nacional, quedó en segundo lugar en la semifinal B, segundo en la final del Norte y finalmente en el segundo lugar en los playoffs del Norte, donde no clasificó para las finales nacionales, la última fase del torneo que le asignó el título de campeón de Italia.
En la temporada División Nacional italiano (baloncesto femenino) 1946-1947 llegaron por primera vez en el tercer grupo de la División Nacional y luego a la primera posición en la ronda final, un resultado que le valió ganar el primer Scudetto de su historia. Este camino se repitió en la temporada Serie A italiano 1947-1948 (baloncesto femenino), con un primer lugar en el Grupo A y la victoria en la ronda final, gracias a la cual conquistó su segundo título tricolor.
En los siguientes campeonatos seguidos de los buenos resultados: un segundo puesto estación Serie A italiano 1948-1949 (baloncesto femenino), un tercio Serie A italiano 1949-1950 (baloncesto femenino), quinto lugar Serie A italiano 1950-1951 (baloncesto femenino), otro quinto lugar Serie A italiano 1951-1952 (baloncesto femenino) y un segundo lugar en el campeonato Serie A italiano 1952-1953 (baloncesto femenino).
Luego siguieron otros dos campeonatos en las siguientes temporadas Serie A italiano 1953-1954 (baloncesto femenino)  y Serie A italiano 1954-1955 (baloncesto femenino) y un segundo lugar en el campeonato de Serie A italiano 1955-1956 (baloncesto femenino). Al final de la temporada, el Grupo deportivo Bernocchi se separó, renunciando así a la inscripción al próximo campeonato.